# García I. Leonski
García I. Leonski (o. 871. – 914.) bio je kralj Leona od 910. godine pa sve do svoje smrti.
Njegovi su roditelji bili Alfons III. Leonski i kraljica Himena. Bio je brat Ordonja II. Leonskog i Fruele II. te stric Alfonsa IV. Leonskog i Ramira II. Leonskog.
Njegova je supruga navodno bila kćerka Nuña Fernándeza, što se čini nemogućim, te je njezin otac najvjerojatnije bio Munio Núñez.
Tijekom njegove vladavine grof Gonzalo Fernández Kastiljski dobio je na moći i važnosti.